# Fabio Terrenzio
Fabio Terrenzio (* 12. September 1985 in Pescara) ist ein italienischer Radrennfahrer.
Fabio Terrenzio wurde 2006 Zweiter bei Aquaviva di Castelfidardo und er belegte den dritten Platz bei einem Rennen in Bevagna. Ende der Saison fuhr er dann bei dem Continental Team C.B. Immobiliare-Universal Caffe als Stagiaire, bekam aber keinen Profivertrag für die folgende Saison. 2007 wurde er wieder Zweiter bei Aquaviva di Castelfidardo, und er gewann die Trofeo Salvatore Morucci. Er fuhr für die Nachwuchsmannschaft von Acqua & Sapone und bekam dort auch einen Platz als Stagiaire. Ab 2008 fuhr Terrenzio für das zypriotische Team A-Style Somn und belegte Rang zwei in der Gesamtwertung der Vuelta a Léon. Im selben Jahr entschied er eine Etappe der Slowakei-Rundfahrt für sich. 2010 beendete er seine Radsportlaufbahn.

## Erfolge
2007
- Trofeo Salvatore Morucci

2008
- eine Etappe Slowakei-Rundfahrt

## Teams
- 2006 C.B. Immobiliare-Universal Caffe (Stagiaire)
- 2007 Acqua & Sapone-Caffe Mokambo (Stagiaire)
- 2008 A-Style Somn (ab 1. Juli)